# Мормирови
Мормировите (Mormyridae) са семейство актиноптери от разред Араваноподобни (Osteoglossiformes).
Таксонът е описан за пръв път от Шарл Люсиен Бонапарт през 1832 година.

## Родове
Подсемейство Mormyrinae
- Boulengeromyrus
- Brevimyrus
- Brienomyrus
- Campylomormyrus
- Cryptomyrus
- Cyphomyrus
- Genyomyrus
- Gnathonemus
- Heteromormyrus
- Hippopotamyrus
- Hyperopisus
- Isichthys
- Ivindomyrus
- Marcusenius
- Mormyrops
- Mormyrus – Мормири
- Myomyrus
- Oxymormyrus
- Paramormyrops
- Pollimyrus
- Stomatorhinus

Подсемейство Petrocephalinae
- Petrocephalus